# Молекулярное облако HCN–0.009–0.044
HCN-0.009-0.044- газовое облако внутри которого существует гипотетическая черная дыра промежуточной массы (IMBH-intermediate-mass black hole), находится в центре Млечного Пути. Открытие сделали японские ученые Сюнъя Такэкава, Томохару Ока, Юхэй Ивата, Сихо Цудзимото и Марико Номура в Национальной Астрономической Обсерватории Японии. Предполагается, что в будущем HCN-0.009-0.044 будет поглощён Стрельцом А*.

## Характеристики

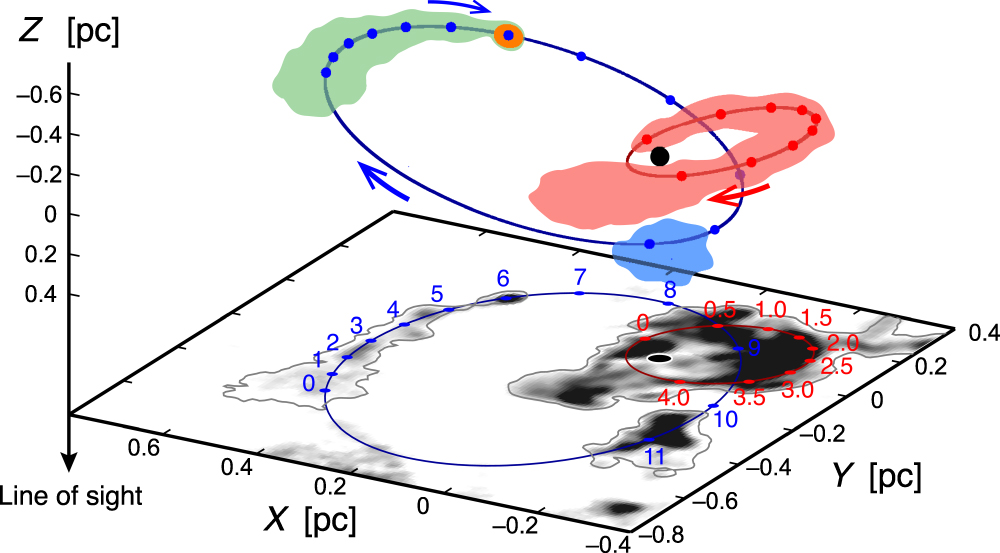
Пространственное расположение облаков. Красные и синие стрелки указывают направление движений облаков. Черная точка- динамический центр.

На данный момент HCN-0.009-0.044 это редкая черная дыра средней массы. Черные дыры средней массы 102—105 M☉ являются звеном между черными дырами звездной массы и сверхмассивными черными дырами.
Масса черной дыры ~(3.2±0,6)х104М☉
Масса газового облака Ballon ~6М☉
Масса газового облака Steam ~1М☉
Расстояние до Земли 25000 световых лет.
Расстояние до центра галактики 7пк.

## История открытия
Ученые наблюдали за межзвездными потоками газа в центральной области галактики с помощью радиотелескопа ALMA. Они заметили газовые облака странно движущееся вблизи центра галактики. Внимание астрономов привлекли два облака в виде шара (Ballon) и структура в виде речного потока (Stream). Дальнейшие наблюдения привели к выводу, что облака вращаются вокруг общего центра массы. Руководитель исследовательской группы Сюнъя Такэкава сказал: «Подробный кинематический анализ показал, что огромная масса, в 30 000 раз превышающая массу Солнца, была сосредоточена в области, намного меньшей, чем наша Солнечная система. Это, а также отсутствие каких-либо наблюдаемых объектов в этом месте, убедительно свидетельствуют о наличии черной дыры средней массы. Анализируя другие аномальные облака, мы надеемся обнаружить другие тихие черные дыры».

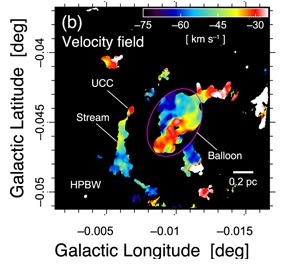
Снимок интенсивности линий HCN газопылевых облаков Ballon и Stream. Фиолетовый эллипс указывает орбиту Ballon

| Параметры                   | облако Ballon      | облако Stream      |
| --------------------------- | ------------------ | ------------------ |
| Большая полуось, а          | 0.20 ± 0.02пк      | 0.54 ± 0.15пк      |
| Эксцентриситет, е           | 0.66 ± 0.05        | 0.62 ± 0.31        |
| Долгота восходящего узла, Ω | 62 ± 24°           | −113 ± 41°         |
| Аргумент перицентра, ω      | −99 ± 21°          | −115 ± 34°         |
| Наклон, i                   | 153 (или 27) ± 13° | 136 (или 44) ± 21° |
| Расстояние перицентра       | 0.07пк             | 0.21пк             |
| Период обращения            | 4.6 × 104 лет      | 21.1 × 104 лет     |